# Okileucauge yinae
Okileucauge yinae är en spindelart som beskrevs av Zhu, Song och Zhang 2003. Okileucauge yinae ingår i släktet Okileucauge och familjen käkspindlar. Inga underarter finns listade i Catalogue of Life.